# Solingen
Solingen är en kretsfri stad i Regierungsbezirk Düsseldorf i det tyska förbundslandet Nordrhein-Westfalen. Den ligger i Bergisches Land, omkring 20 kilometer öster om Düsseldorf och 30 kilometer norr om Köln. Staden har cirka 160 000 invånare och är en del av storstadsområdet Rheinschiene. Solingen är ett centrum med långa traditioner för knivtillverkning och blankvapen.

## Distrikt
- Aufderhöhe
- Burg an der Wupper
- Gräfrath
- Höhscheid
- Solingen-Mitte
- Merscheid
- Ohligs
- Wald

## Kända personer från Solingen
- Pina Bausch
- Peter Baltes
- Ernst Otto Beckmann
- Albert Bierstadt
- Sigrid Combüchen
- Adolf Eichmann
- Veronica Ferres
- Friedrich Albert Lange
- Walter Scheel